# Psihiatria românească
Psihiatria românească are o tradiție scurtă, de sub două secole. În evul mediu, îngrijirea bolnavilor a fost apanajul bisericii.

## Istoric
Îngrijirea alienaților mintal a început în spațiul românesc în apanajul instituțiilor religioase, bolnavii fiind adesea adăpostiți pe lângă mănăstiri care aveau reputația că dețin icoane făcătoare de minuni. În acest punct, asistența era asigurată de călugări care se specializau în îngrijirea bolnavilor; nu se punea problema de ameliorări terapeutice, ci mai ales pe împiedicarea bolnavului de la comportamente violente.
Încă de pe vremea lui Vasile Lupu, statutul juridic al celor afectați de boli mintale era reglementat, aplicându-li-se principiul iresponsabilității penale. Actul prevedea și că „nebunul și cel în afară de minte de se va întelepți cândva nu se va certa de greșelile ce au făcut la nebunia lui”. Totuși, caracteristică concepției vremii era ideea că nebunii se află sub influența Diavolului, și astfel doar rugăciunea era o soluție pentru problemele lor. Cuvintele nebun și îndrăcit erau sinonime. În comparație cu Occidentul, unde pe baza aceleiași concepții se foloseau metode cvasi-inchizitoriale, tratamentul în lumea ortodoxă era mai blând.
Ca adăpost pentru bolnavi au fost bolnițele din cadrul mănăstirilor. La începutul secolului al XVIII-lea, în incinta Mănăstirii Sfânta Vineri din București s-a făcut un azil pentru bătrâni și alienați. Un punct de atracție era incoana făcătoare de minuni a Cuvioasei Paraschiva. În timp ce la Sfânta Vineri erau duse doar cazurile ușoare, bolnavii agresivi erau trimiși la Mănăstirea Sărindar.
La Craiova, bolnavii mintal erau adăpostiți în curtea Bisericii Madona Dudu, fiind duși în biserică în fața icoanei Fecioarei Maria. Bolnavii agresivi erau legați de copaci sau ținuți într-un beci.
La 6 noiembrie 1784, domnul Mihai Șuțu al Moldovei a dispus printr-un act legislativ strângerea și adăpostirea tuturor nebunilor. Mănăstiri care au adăpostit bolnavii au fost și Golia, Adam (pentru femei) și Neamț.
Între 1825 și 1838, bolnavii mintal de la mănăstirile Sfânta Vineri, Sf. Gheorghe și Sărindar din București au fost mutați la Mănăstirea Negoiești, de unde în 1838 au fost duși la Mănăstirea Balamuci. Până în 1846, bolnavii mintal aflați în schitul Malamuci au fost mutați la Mărcuța, care era situată mai aproape de orașul București. A fost folosită o clădire veche din apropierea mănăstirii Mărcuța, unde pe vremea lui Ipsilanti fusese o fabrică de testemele. Primul medic primar al Spitalului Mărcuța a fost Nicolae Gănescu. Dacă în 1847 erau 40 de pacienți, numărul lor crescuse până în 1895 la 100 de persoane. La sfârșitul secolului, doctorul Protici a înființat ateliere de muncă pentru pacienți (tâmplărie pentru bărbați și lucru manual pentru femei); terapia prin muncă a intrat în instrumentariul științei.